# オタワ駅
オタワ駅（英語: Ottawa Train Station、フランス語: Gare d'Ottawa、IATA空港コード：XDS）は、カナダオンタリオ州オタワ トレンブレイ・ロード200にある、カナダ各地を結ぶVIA鉄道(Via Rail)の駅である。 オタワの主な都市間鉄道駅だが、中心業務地区から東に約4キロのところに位置する。

## 概要

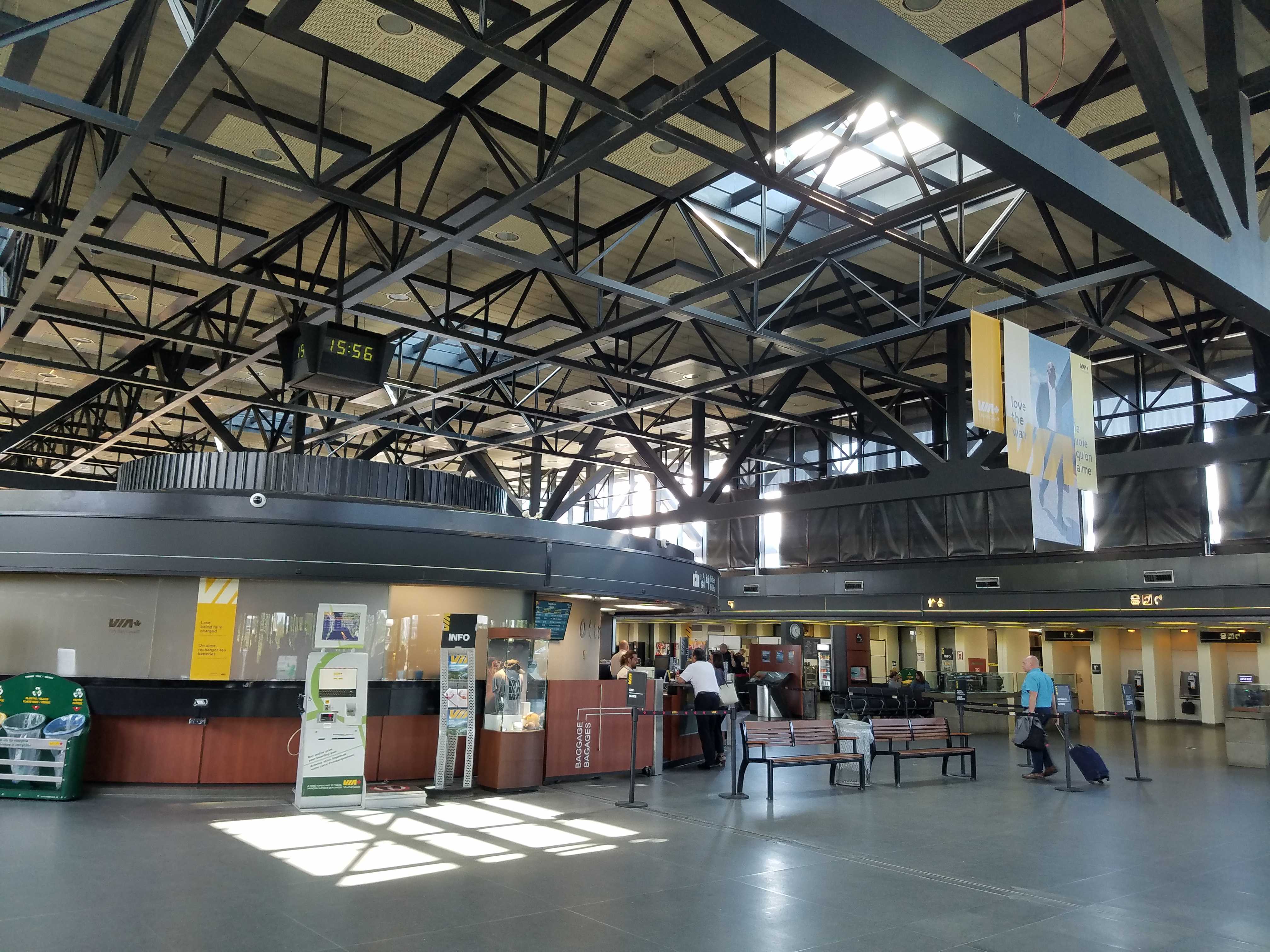
オタワ駅舎内

当駅は有人駅であり、車いすでの利用が可能。

## 歴史

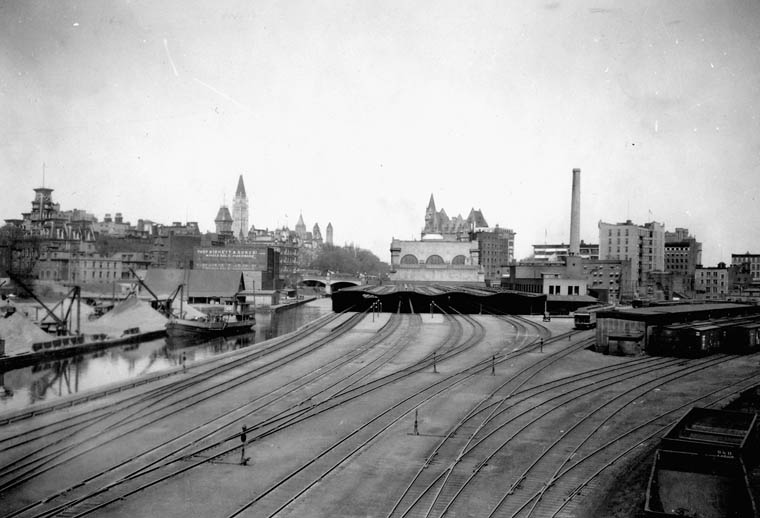
1920年代の「オタワ・ユニオン・ステーション」(Ottawa Union Station)

- 1854年12月25日 オタワ初の汽車鉄道「バイタウン・アンド・プレスコット鉄道」（Bytown and Prescott Railway）の営業開始。
- 1900年12月1日 「オタワ・ユニオン・ステーション」はブロード・ストリート（現在のLeBreton Flats）で営業開始。
- 1912年6月1日 グランド・トランク鉄道 (Grand Trunk Railway) は街の中心部、リドー運河の東側に「オタワ・セントラル・ステーション」を開館。
- 1920年1月4日 「オタワ・ユニオン・ステーション」が閉館して、列車は中心部の「オタワ・セントラル・ステーション」に移管して、それを「オタワ・ユニオン・ステーション」(Ottawa Union Station)に名前変更。
- 1966年7月31日 「オタワ・ユニオン・ステーション」が閉館して、列車は現在位置の「オタワ駅」に移管。[4]

## 駅構造
3面5線（島式2面+単式1面）ホームを有する地上駅で空港の様な駅舎が特徴である。VIA鉄道きっぷうりば（営業時間7:30 - 17:00）、カフェ（Ministry of Coffee）、ATM、自動販売機、 待合室やビジネスクラス乗客のためのラウンジ（使用２時間限定）も設置されている。ラウンジではPC、新聞、雑誌やノンアルコール飲料を提供している。列車別改札を導入しておりホームへはエスカレーター付きの地下通路で連絡する。

## 利用可能な鉄道路線／列車
VIA鉄道の停車する列車は下記の通り。
ファローフィールド / オタワとモントリオール / ケベック・シティー間の昼行中距離列車コリドー号 …ファローフィールド方面 3本/日、モントリオール方面 6本/日 停車（平日）
トロントとオタワ間の昼行中距離列車コリドー号 …トロント方面 8本/日 出発（平日）

## ライトレール
OCトランスポは2019年に、隣接のO-トレイン コンフェデレーション線トランブレイ駅(Tremblay station)を開通した。 それ以降、駅に停車した市バスのほとんどがコンフェデレーション線に取って代われた。

## バス路線
駅前乗り場から高速バスが発車する。
オンタリオ・ノースランド・バス (Ontario Northland Motor Coach Services)
- 「501号」ペンブルック・ノースベイ・サドバリー　行き　（１便/日）[14]

オルレアン・エクスプレス (Orléans Express)
- カークランド・ケベック・モントリオール　行き。[15][16]

エールフランス‐KLM
- モントリオール・ピエール・エリオット・トルドー国際空港（IATA空港コード：YUL） 行きのシャトルバス（空港コード「XDS」発のエールフランスやKLM航空券を持ちの乗客限定）[17]

## 駅周辺
- オンタリオ州高速道路417号線

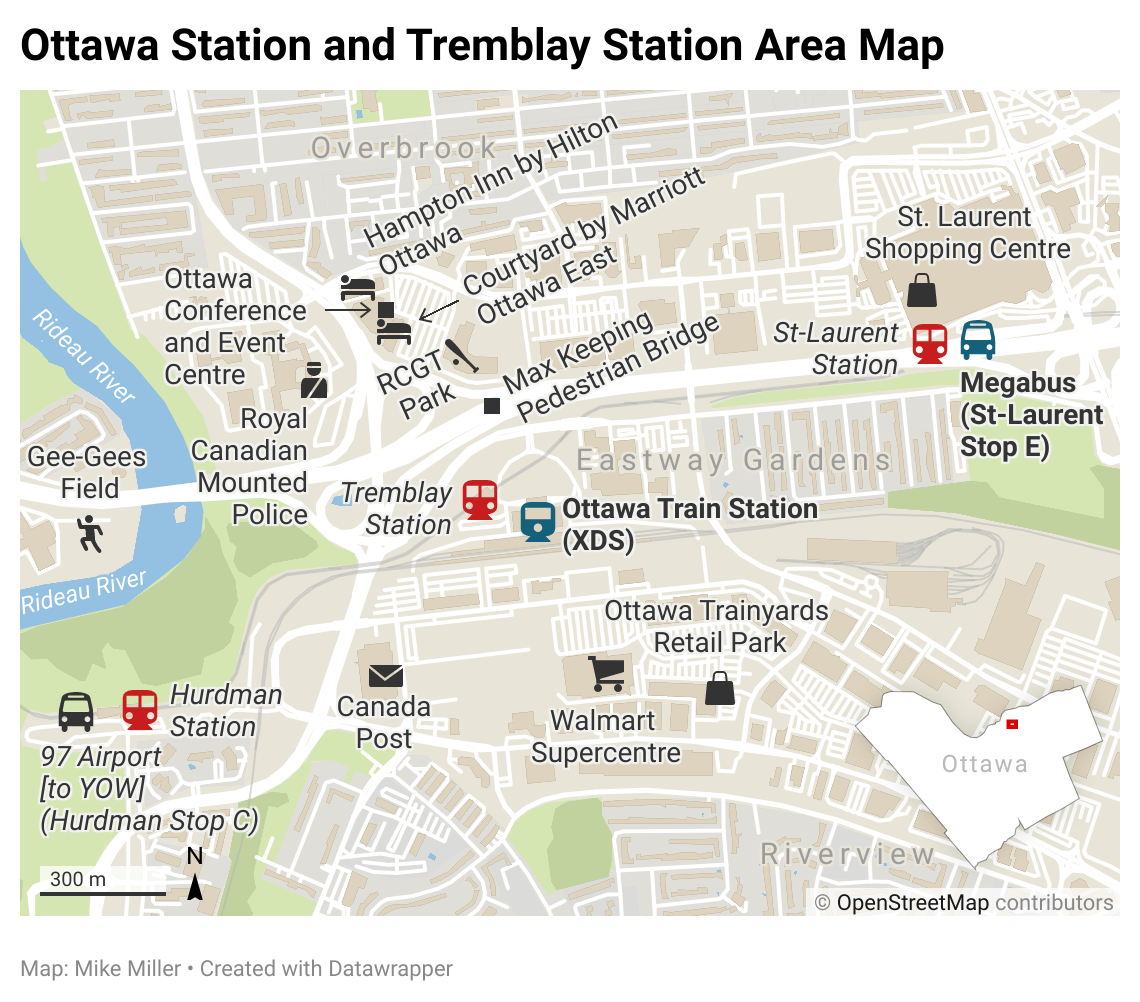
オタワ駅とトランブレイ駅周辺

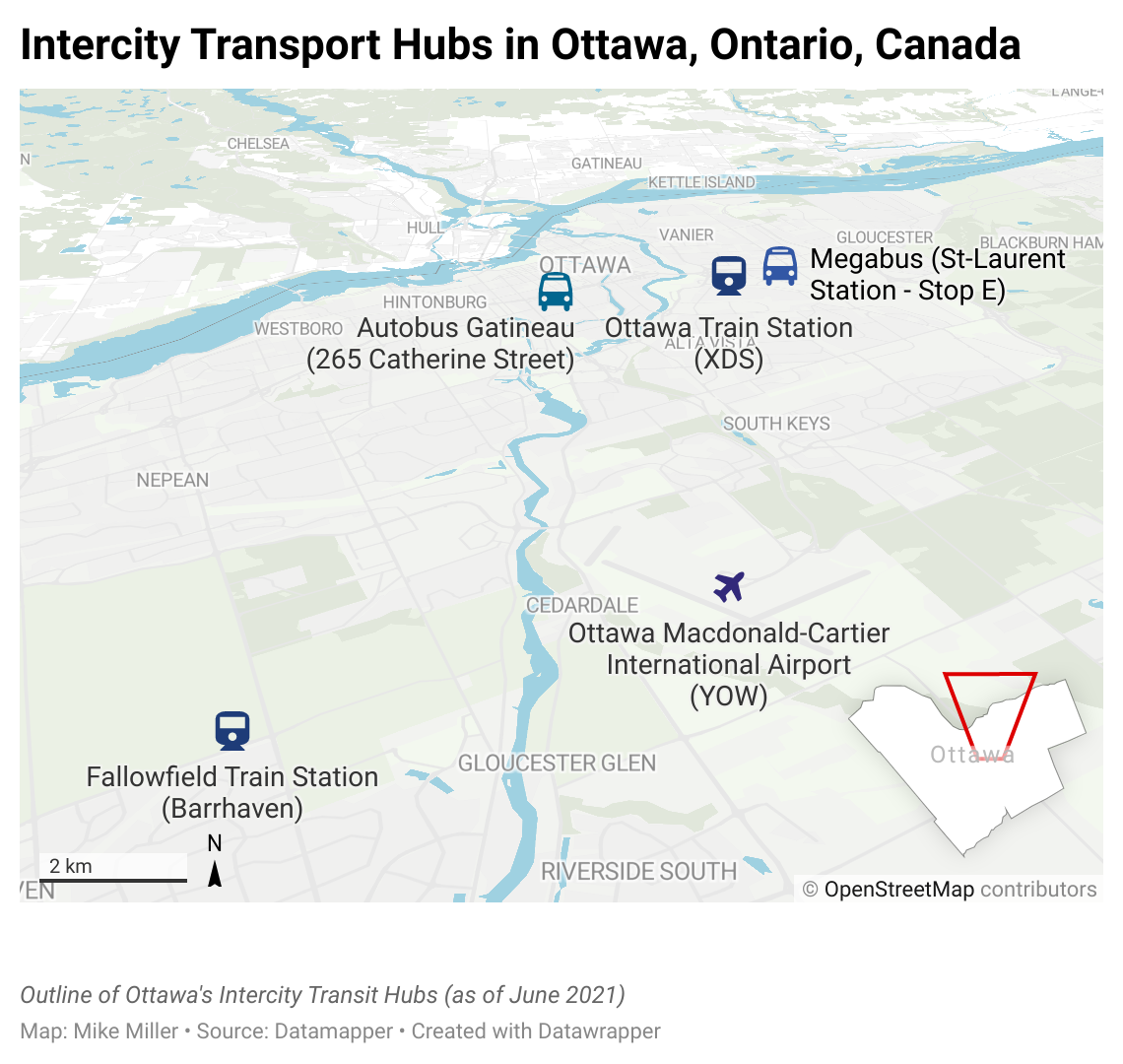
カナダ、オンタリオ州オタワの都市間交通施設

- コンフェデレーション・パスウェイ自転車歩行者専用道路（キャピタル・パスウェイ）
- マックス・キーピング自転車歩行者専用橋 (Max Keeping Bridge) - 417号線を渡る
- オタワ・ベースボール・スタジアム (RCGT Park)
- コートヤード・バイ・マリオット オタワ・イースト・ホテル (Courtyard by Marriott Ottawa East Hotel)
- ハンプトン・バイ・ヒルトン オタワ・ホテル (Hampton by Hilton Ottawa Hotel)[18]